# Ernst Zinner
Ernst Zinner (* 2. Februar 1886 in Goldberg, Provinz Schlesien; † 30. August 1970 in Planegg, Oberbayern) war ein deutscher Astronom und Astronomiehistoriker. Er ist der Wiederentdecker des Kometen Giacobini-Zinner.

## Leben
Nach dem Studium in München und Jena und Forschungsaufenthalten in Lund und Heidelberg arbeitete Zinner von 1910 bis 1919 in Bamberg. Ab 1920 war er Privatdozent und ab 1924 außerordentlicher Professor an der Universität München. Von 1926 bis 1953 war er Direktor der Karl Remeis-Sternwarte in Bamberg. Ab 1935 übernahm Zinner außerdem den Platz des 1. Vorsitzenden der Naturforschenden Gesellschaft Bamberg und blieb in diesem Amt bis 1954. 1961 ernannte zu seinem 75. Geburtstag die Naturwissenschaftliche Fakultät der Goethe-Universität Frankfurt am Main Ernst Zinner zu ihrem Ehrendoktor (Dr. Dr. h.c.).
Neben seiner eigentlichen astronomischen Arbeit, insbesondere zu veränderlichen Sternen, verfasste Zinner bedeutende Werke zur Geschichte der Astronomie.
Am 23. Oktober 1913 entdeckte Zinner den gleichen Kometen wieder, den Michel Giacobini bereits im Jahre 1900 in Frankreich entdeckt hatte. Dies geschah zwei Umläufe später. Seitdem wird der Komet Giacobini-Zinner (21P) genannt.
Nach ihm ist der Mondkrater Zinner mit vier Kilometer Durchmesser benannt. Im Jahr 1939 wurde er zum Mitglied der Leopoldina gewählt. 1993 wurde der Asteroid (4615) Zinner nach ihm benannt.

## Schriften (Auswahl)
- Verzeichnis der astronomischen Handschriften des deutschen Kulturgebietes, Beck, München 1925.
- Helligkeitsverzeichnis von 2373 Sternen bis zur Größe 5.50, Buchner, Bamberg 1926.
- Die Geschichte der Sternkunde von den ersten Anfängen bis zur Gegenwart, Springer, Berlin 1931.[3]
- Johannes Kepler, Coleman, Lübeck 1934.
- Die fränkische Sternkunde im 11. bis 16 Jahrhundert. In: Bericht der naturforschenden Gesellschaft Bamberg  Nr. 27. 1934. PDF
- Das Leben und Wirken des Nikolaus Koppernick, Abhandlungen und Berichte, Deutsches Museum, Jahrgang 9, Heft 6, VDI Verlag, Berlin 1937.
- Leben und Werk des Johannes Müller, München 1938, Reprint Osnabrück 1968 (Biographie von Regiomontanus). Englische Übersetzung: Regiomontanus, North Holland 1990.
- Die ältesten Räderuhren und modernen Sonnenuhren. Forschungen über den Ursprung der modernen Wissenschaft, Bamberg 1939, S. 1–129 (= Bericht der Naturforschenden Gesellschaft, Band 28) (zobodat.at [PDF]).
- Geschichte und Bibliographie der astronomischen Literatur in Deutschland zur Zeit der Renaissance, 2. Auflage. Hiersemann, Stuttgart 1964, ISBN 3-7772-6407-5 (Erstausgabe Leipzig 1941).
- Entstehung und Ausbreitung der Copernicanischen Lehre, Beck, 2. Auflage 1988 (Erstausgabe 1943)
- Astronomie. Geschichte ihrer Probleme, München 1951 (= Orbis academicus 2, Band 1); Nachdruck: Verlag Karl Alber, Freiburg im Breisgau 1984, ISBN 3-495-44103-4.
- Astronomie, München: Alber 1951.
- Peter Henlein und die Erfindung der Taschenuhr. In: »Jahrbuch der Deutschen Gesellschaft für Chronometrie«, Bd. 4, 1953, S. 8–12.
- Zur Deutung der astrologischen Bleikapsel in Freiburg. In: »Forschungen und Fortschritte«, 30. Jg. Heft 3, Berlin 1956, S. 65–67.
- Deutsche und niederländische astronomische Instrumente des 11.–18. Jahrhunderts, Beck, München 1956; 2. Auflage ebenda 1967, Nachdruck 1979.
- Alte Sonnenuhren an europäischen Gebäuden, Steiner, Wiesbaden 1964.